# Podkraj (Ajdovščina)
Podkraj é uma vila localizada no município de Ajdovščina na Eslovênia. Possuía uma população estimada de 421 habitantes em 2020.